# مونسي
مونسي (بالفرنسية: Mounsi)‏ (ولد عام 1951)، هو روائي ومغني فرنسي، ولد في منطقة القبائل، الجزائر. في عامه السابع، اخذه والده للعيش بفرنسا، نشأ في ضاحية الحزام الأحمر ب نانتير في باريس.واكتشف في بروستال صوته كمغني ومؤلف بعدما قرأ شعر فرانسوا فيلون (François Villon).
له عمل وحيد منشور بالترجمة الإنجليزية هو الرقصة الجنونية (The Demented Dance) [الكهرمان الأسود (the black amber)، 2003]، والذي تم نشره في الأصل بفرنسا عام 1986. الكتاب يعتمد بشكل كبير على نشأة مونسي وسط ضاحية الحزام الأحمر ويمكن ان ينظر اليها ك جزء مُكمِل لأفلام هذا العصر مثل فيلم «الكراهية» "La Haine". في عام 2004، حصل على جائزة (3AM Good Sex)من معرض ستاكيزم العالمي (Stuckism International Gallery)في لندن.
حصل مونسي على جوائز عديدة في: كتاب رماد المدن (Le Cendre des villes) حصل علي جائزة المركز الأول في الهرجان الوطني للكتاب بفرنسا، كتاب رحلة الاصدقاء (Le Voyage des Ames) حصل علي جائزة الاسطرلاب المدهش للمغتربين، مستعمرة ما وراء البحار (Territoire d'outre-ville) والهمج يشرحون لأبناء الوزراء (Les sauvageons expliqués aux fils des ministres). يطلق عليها اسم«بوريس فيان من المدينة الداخلية» (Boris Vian of the Inner City)بواسطة الرقابة الروائية (Le Nouvel Observateur). وكتب مونسي عدة مسرحيات وسجل 3 اسطوانات لشركة ديسك موتورز (Disques Motors)الفرنسية.